# Marguerite de Foix (morte en 1487)
 (février 2013).
Pour l’article homonyme, voir Marguerite de Foix.
Marguerite de Foix, (née après 1458, morte le 15 mai 1487 à Nantes), fille de Gaston IV de Foix-Béarn, comte de Foix, et d'Éléonore de Navarre, reine de Navarre, fut duchesse de Bretagne et comtesse d’Étampes par son mariage avec François II en 1471.

## Biographie
Le 27 juin 1471, à Clisson, elle épouse le duc de Bretagne François II (1435-1488), fils de Richard de Bretagne (1395-1438), comte d'Étampes (1421-1438), et de Marguerite d'Orléans (1406-1460), comtesse de Vertus (1423-?). Il s'agissait pour François II d'un second mariage, sa première femme Marguerite de Bretagne étant morte en 1469.
La duchesse attend un héritier mâle… qui n'est jamais arrivé. Son livre d'heures contient ainsi de nombreuses invocations à des personnages bibliques ayant comme point commun une naissance miraculeuse et difficile à un âge avancé de leurs parents (Isaac, Samuel, saint Jean-Baptiste).
Domine deus omnipotens cuius sapientia conditi sumus ac pietate conservati qui tua bonitatis plenitudine cuncta de nichilo creasti tantorumque mirabilium operum tuorum orbem decorasti nec ulli poscenti to toto corde defuisti, steriles fecundas fecisti: Sarre Ysaac patriarcham sterili constituisti, Anne uxori Fielcane Samuelem prophetam lacrimanti condonasti, Sansonem fortissimum uxori Manne angelo nunciante infecunde tribuisti, Johannem batistam Elizabeth adornate senectute dedisti, Jeremiam et Joannem in utero santificasti et, quod in oculis cunctorum mirabile, Mariam Christi matrem et virginem predestinasti, Moysem ut populo Israel preesset a Pharaonis decreto liberasti : nobisque famule tue obprobrium sterilitatis abstulisti, humili deprecor parte: Fateor to futura ut preterita nosse cognitione cuius cuncte carent creature. Quid de futuro postulare velim ignaram me quasi penitus reddo.
Si tue tarnen videatur providentie rei publice ac petende personne honestum et utile totis mentis nisibus et affectu supplico hoc in modo mitissime Deus, aures tue pietatis nostris precibus accommoda: meritis unigeniti filii tui ac virginis sacratissime matris eius, totius curie celestis angelorum patriarcharum prophetarum apostolorum martirum confessorum virginum penitentium contemplativorum activorum singularique presidio sanctorum Gicquelli , Salomonis martirum, Britannie regum Donaciani et Rogatiani martirum comitis Nannetensis filiorum beatorum, Sansonis, Melani, Maclovii, Clari, Vincentii, Guillermi, Corentini, Yvonis, Pauli, et omnium sanctorum et sanctarum quorum reliquie et venerationes hoc in ducatu complectantur Francisci gloriosissimi confessoris Anthonii Paduani Margarite virginis et martiris: quatinus nobis Francisco Britannorum duci et Margarite eius uxori natum qui viriliter ad honorem dei viventis et salutem presideat subditorum subsidium utilitatis et honoris concedas per eundem dominum nostrum Ihesum Cristum filium tuum qui tecum vivit et regnat in secula seculorum. Amen.
Seigneur Dieu tout-puissant, par la sagesse de qui nous avons été créés, par la bienveillance de qui nous avons été sauvegardés, toi qui dans la plénitude de ta bonté as tout créé à partir de rien, qui a embelli la terre de tant de tes œuvres admirables et n’as manqué à nul qui te le demandait de tout son cœur, toi qui as rendu fécondes des femmes stériles, toi qui as destiné à Sarah, qui était stérile, le patriarche Isaac, qui as fait don du prophète Samuel à Anne, épouse d’Helkan, alors qu’elle pleurait, qui as attribué le très vigoureux Sanson à l’épouse inféconde de Mannoah, par l’annonce d’un ange ; qui as donné Jean-Baptiste à Elisabeth parée de sa vieillesse, qui as sanctifié dans le ventre de leur mère Jérémie et Jehan et, merveilleux prodige aux yeux de tous, qui as prédestiné Marie pour être mère du Christ et Vierge ; qui as délivré Moïse du commandement de Pharaon pour qu’il prît la tête du peuple d’Israël ; qui à nous, ta servante, as ôté l’opprobre de la stérilité, je t’implore, pour ma modeste part : je reconnais que tu connais le futur comme le passé, science qui fait défaut à toutes créatures.
Je me fais pour ainsi dire profondément ignorante de ce que je voudrais demander pour le futur. Cependant, s’il paraît honorable et profitable à ta providence pour l’État et à ta personne à laquelle on doit demander, de toutes les forces et avec toute la volonté de mon esprit, je te supplie en ces termes :
Dieu de douceur, prête les oreilles de ta bonté à nos prières ; par l’entremise de ton fils unique et de la très sainte vierge sa mère, de toute l’assemblée céleste des anges, des patriarches, des prophètes, des apôtres, des martyrs, des confesseurs, des vierges, des pénitents, des moines contemplatifs et des moines actifs, grâce à la protection particulière des saints martyrs Gicquel (= Judicaël et Salomon, rois de Bretagne, des saints martyrs Donatien et Rogatien, des fils bénis du comte de Nantes Samson , Melaine, Maclou, Clair, Vincent, Guillaume, Corentin, Yvon, Paul, de tous les saints et de toutes les saintes dont les reliques et les cultes sont compris dans le duché du très glorieux François, du confesseur Antoine de Padoue, de Marguerite, vierge et martyre, (je te supplie) de nous accorder à nous, François, duc de Bretagne et Marguerite, son épouse un fils pour présider virilement à l’honneur du Dieu vivant et au salut de ses sujets, en tant que dispensateur de profit et d’honneur, par ce même Seigneur Jésus-Christ ton fils, qui vit et règne avec toi pour les siècles des siècles. Amen.
De cette union naissent deux filles :
- Anne de Bretagne (1477-1514), duchesse de Bretagne (1488-1514), reine de France de 1491 à 1498 et de nouveau de 1499 à 1514, ayant successivement épousé les rois Charles VIII et Louis XII
- Isabeau de Bretagne (1478-1490)

Si 1486 est parfois l'année retenue pour sa mort, elle est réfutée au profit de 1487.

## Sépulture
Marguerite de Foix repose dans la cathédrale de Nantes, aux côtés de son mari et de Marguerite de Bretagne, dans un magnifique tombeau communément appelé « tombeau de François II », chef-d'œuvre de la sculpture bretonne à l'aube de la Renaissance, par Michel Colombe.

## Divers
Marguerite de Foix possédait le spinelle Côte-de-Bretagne qui, légué à sa fille Anne de Bretagne, entra dans le trésor royal de François Ier. Retaillé en forme de dragon pour constituer l'insigne de la Toison d'or de Louis XV, il fait partie des joyaux de la Couronne conservés au musée du Louvre.